# Vartsikhe
Vartsikhe (en géorgien : ვარციხე) est un village de la municipalité de Baghdati, à dans la région d'Iméréthie, en Géorgie. Il est situé dans la partie occidentale du pays, dans les basses terres d'Iméréthie (en), au confluent des rivières Rioni et Khanitskali, à environ 17 kilomètres au nord-ouest de la ville de Baghdati. Sa population au recensement de 2014 est de 1 559 habitants.
Vartsikhe, anciennement Vardtsikhe, est la Rhodopole des auteurs romains orientaux de l'Antiquité tardive. Rhodopolis est l'une des villes clés de la Lazique, disputée entre les empires romain d'Orient et sassanide au XIe siècle. De la fin du XVe siècle au début du XIXe siècle, Vardtsikhe est l'un des châteaux des rois d'Iméréthie.

## Historique

### Rhodopolis
Vartsikhe abrite une colonie fortifiée datant du IVe siècle, comme le suggèrent les preuves archéologiques. Le nom géorgien du village, signifiant littéralement "fort de la rose", reprend le nom de lieu grec de Rhodopolis, évoqué par les auteurs romains orientaux du VIe siècle tels que Procope et Agathias.
Rhodopolis se trouve dans une partie fertile et économiquement avantageuse de la Lazique, sur la route menant à son voisin oriental, l'Ibérie, mais l'emplacement de la ville dans une plaine ouverte était militairement faible. Par conséquent, les Lazi, craignant une invasion des forces perses sassanides, détruisirent la forteresse de Rhodopolis et la rendent incapable de se défendre dans les années 530. Pendant la guerre lazique (541-562), le commandant perse Mihr-Mihroe occupe la ville et y laisse une garnison. En 557, une force de 2 000 cavaliers placée par le général romain oriental Justin sous le commandement d'un Hun nommé Elminzur, entre dans Rhodopolis sans opposition, car la garnison perse et les habitants se trouvent à l'extérieur des murs de la ville. Les détachements perses sont trouvés et détruits dans le voisinage; la population locale est épargnée, mais elle doit fournir des otages pour prouver sa loyauté.
Sous l'hégémonie byzantine, Rhodopolis est un diocèse relevant de la métropole de Phasis (en). Il disparaît du Notitiae Episcopatuum constantinopolitain au début du VIIIe siècle, à peu près en même temps que la métropole de Phasis, en raison d'une invasion arabe dans la région'. Un sceau grec portant le nom de Jean, évêque de Rhodopolis, peut suggérer une renaissance éphémère de l'évêché au XIe siècle. Rhodopolis reste le nom d'un siège titulaire du Patriarcat œcuménique grec-orthodoxe de Constantinople et de l'Église catholique romaine. La zone de Vartsikhe actuelle fait partie du territoire canonique de l'éparchie de Vani et Baghdati de l'Église orthodoxe géorgienne.

### Histoire moderne
Les écrits sur l'histoire de Vardtsikhe sont rares jusqu'au XVIIe siècle, lorsque le lieu réapparaît comme un château appartenant aux rois d'Iméréthie, qui y ont une résidence d'été et aiment chasser dans la forêt voisine d'Ajameti. Il est rénové sous Alexandre V d'Iméréthie. Le château souffre beaucoup lors des opérations russo-imérétiennes menées par le comte Totleben contre l'Empire ottoman en 1771. Alors qu'un conflit entre la Russie et l'Iméréthie couve en 1809, le roi Salomon II quitte sa capitale de Koutaïssi, et se retranche à Vardtsikhe. Lors de la guerre qui s'ensuit, le château est capturé par les troupes russes le 6 mars 1810. Imereti est finalement annexée par la Russie plus tard cette année-là et le château de Vardtsikhe, déjà endommagé lors des combats, tombe en désuétude. Au début des années 1900, les Ananov, une famille d'entrepreneurs de Kutaisi, propriétaire d'un domaine à Vardtsikhe, construisent une cave dans le village et mettent en bouteille une eau-de-vie locale, qui est toujours produite. Le manoir Ananov, construit en 1860, abrite un jardin d'enfants à l'époque soviétique et sert ensuite d'hôtel.

## Héritage
Le château en ruine de Vartsikhe est inscrit sur la liste des monuments immobiliers d'importance nationale de Géorgie. Il est étudié archéologiquement sous la direction de V. Japaridze dans les années 1970. Les fortifications visibles datent de la période du royaume d'Iméréthie, tandis que les murs datant du IVe au VIe siècle sont enfouis sous terre. Le matériel archéologique découvert à Vartsikhe comprend de la poterie, du verre et du fer. Les territoires adjacents, en particulier la colline Giorgobiani à environ 200 mètres au sud, ont livré des vestiges d'habitats de l'Antiquité tardive'.
Les environs boisés de Vartsikhe font partie de la réserve gérée d'Ajameti, créée à l'origine en 1946 pour préserver les chênes et les zelkovas rares.

## Population
Au recensement national de 2014, Vartsikhe compte 1 559 habitants. La plupart d’entre eux (99 %) sont d’origine géorgienne.
| Population | Recensement de 2002 | Recensement de 2014 |
| ---------- | ------------------- | ------------------- |
| Total      | 1942                | 1559                |